# Kamel Chafni
Kamel Chafni (Bordeaux, 11 giugno 1982) è un calciatore marocchino, centrocampista del Wydad Casablanca e della Nazionale marocchina.

## Palmarès

### Club

#### Competizioni nazionali
- Campionato marocchino: 1

Wydad Casablanca: 2015